# Ivica
Ivica je tako moško kot žensko osebno ime.

## Izvor imena
Ime Ivica je moško ime, ki je različica imena Ivo. Kadar pa je Ivica žensko osebno ime, pa je različica imen Iva oziroma Ivana.

## Pogostost imena
Po podatkih Statističnega urada Republike Slovenije je bilo na dan 31. decembra 2007 v Sloveniji število moških oseb z imenom Ivica: 536. Med vsemi moškimi imeni pa je ime Ivica po pogostosti uporabe uvrščeno na 232. mesto.
Istočasno pa je bilo po podatkih SURSa na dan 31. decembra 2007 v Sloveniji število ženskih oseb z imenom Ivica: 1.049. Med vsemi ženskimi imeni pa je ime Ivica po pogostosti uporabe uvrščeno na 179. mesto.

## Osebni praznik
V koledarju je ime Ivica skupaj z imeni Ivo, Iva, Ivana oziroma Janez.

## Znani nosilci imena
- Ivica Račan
- Ivica Šerfezi